# 服部勇馬
服部 勇馬（はっとり ゆうま、1993年11月13日 - ）は、日本の陸上競技選手。新潟県中魚沼郡中里村（現：十日町市）出身。仙台育英高等学校卒業。東洋大学経済学部卒業。  トヨタ自動車所属。NTT西日本に在籍している服部弾馬は1歳下の弟。 妻は中京テレビアナウンサーの平山雅。

## 来歴・人物
- 十日町市立中里中学校3年生の時に全日本中学陸上の1500m決勝で7位入賞。
- 弟・弾馬と共に全国中学駅伝出場を目指したが、あと一歩の所で出場を逃した。
- 仙台育英高校3年時に出場した2011年北上インターハイ5000mで5位入賞。日本人選手に限って見れば4位に入った作新学院高校の横手健に次ぐ2位であった[4]。しかし、最終学年で迎えた全国高校駅伝では脱水症状となり力が発揮できずに終わった。
- 高校卒業後は東洋大学に進学。初年度から駅伝メンバーとして活躍。2年時の出雲駅伝では5区を担当し区間記録を樹立した。（記録：17分54秒）
- 第90回箱根駅伝では5区にまわった当時の主将・設楽啓太に代わりエース区間2区を担当し区間3位の好走。東洋大学の往路優勝・総合優勝に貢献した。[5]
- 2014年に開催された第58回熊日30kmロードレースにおいて、1時間28分52秒で優勝を果たし、前年の熊日30kmロードレースで設楽啓太が打ち立てた学生新記録を更新した。（記録：1時間28分52秒）[6]
- 第91回箱根駅伝では前年に引き続き2区を担当し、村山謙太（駒澤大学）・村山紘太（城西大学）兄弟をはじめとする各校のエースを抑え区間賞を獲得した。
- 2015年2月に開催された東京マラソンに出場予定であったがアキレス腱痛の影響により出場を見送った[7]。
- 2015年7月に開催されたホクレンディスタンスチャレンジ北見大会で5000m-13分36秒76の東洋大新記録を樹立。同大会の1500mに出場し東洋大新記録を打ち立てた弟の服部弾馬とともに兄弟で東洋大記録保持者となった。
- 2015年11月に開催された第47回全日本大学駅伝では1区を担当し3位まで同秒ながら区間賞を獲得し、2区を担当する弟の弾馬タスキを繋いだ。弾馬も勇馬に続き区間賞を獲得し兄弟での区間賞リレーとなった。「脱服部兄弟」をスローガンに掲げた東洋大学はその後も3区を担当した口町亮の区間賞・MVP受賞の快走などエースに頼らない走りを個々人が見せ、最終8区まで優勝候補筆頭と言われた青山学院大学と先頭を争った。そして最終的には8区を担当した上村和生が青山学院のエース山の神・神野大地を大きく突き放し、初の駅伝全国一位の称号を掴んだ[8]。
- 自身にとって最後の箱根駅伝となる第92回箱根駅伝では3年連続となるエース区間2区を担当。日本人選手としては早稲田大学OBの渡辺康幸以来20年ぶりとなる箱根駅伝2区2年連続区間賞獲得という偉業を成し遂げるも、優勝校の青山学院は完全優勝してと、首位交代は果たせなかった。[9]。
- 2016年2月、前年は直前で欠場を決めた東京マラソンで1年越しのマラソンデビューを果たす。35キロ地点でそれまで日本人トップを独走していた村山謙太を抜き一時日本人トップに立つも、40キロ付近で失速。駅伝のライバルチームである青山学院大学の下田裕太や一色恭志にも抜かれ、全体の12位（日本人4位）でゴールした[10]。
- 大学卒業後はトヨタ自動車に入社し、上半期は大会に出ることなく、出遅れたが、下半期の大会では自己ベストに近いタイムを出し続けた。
- 同年11月に開催された中部実業団駅伝競走では、最長区間の4区を任され、ルーキーながら堂々たる走りをし、50分32秒と区間賞をとり、チームの大会新記録優勝に大きく貢献した。
- 2017年の真の王者を決める全日本実業団対抗駅伝競走大会では、花の4区を任され、3区で20人抜きの力走をした大石港与から襷を貰うと、すぐに日立物流の日下佳祐を抜いて、その後は暫く大学の先輩でHondaの設楽悠太と並走するも、12km地点で競り勝ち、1人抜きの快走を魅せたが、チームは2位と惜しくも3連覇とはならなかった。
- 同年2月の東京マラソン2017では、コースが変わり、結果は日本人4位と世界選手権の座を掴むことはできなかったものの、サブ10切りを達成した。
- 2018年12月2日に行われた福岡国際マラソンにおいて、男子マラソン日本歴代8位（当時）となる2時間07分27秒の好記録で、2004年大会の尾方剛以来、14年ぶりとなる日本人選手優勝を果たした。それに伴い、2020年東京オリンピック選考会であるMGC（マラソングランドチャンピオンシップ）の出場権を獲得した[11]。
- 2019年9月15日に開催されたマラソングランドチャンピオンシップへ出場。号砲直後から独走となった、男子マラソン・前日本記録保持者の設楽悠太にはついていかず、第2集団で待機する。レース終盤になると、極端にペースダウンした設楽を37Km過ぎで逆転し、その後は中村匠吾と男子マラソン・現日本記録保持者の大迫傑らと凄まじいデッドヒートを繰り広げた。39.5Km付近でラストスパートを仕掛けた中村から徐々に引き離されるも、2位争いでは大迫とゴール直前まで激しく競り合ったが、42Km手前で服部が3位と成った大迫を突き放す。結果、優勝した中村とは8秒の差で総合2位に入り、中村と共に2020年東京オリンピック・男子マラソン日本代表へ即内定となった[12][13][14][15]。
- 2021年8月8日、2020年東京オリンピック男子マラソンでは2時間30分08秒で73位だった[16]。20km付近までは先頭集団に食らいついていたものの、中間手前から大きく失速。ゴール直前にはジョギング程度のスピードまで落ち、左太腿付近が痙攣していた。足を引きずるようにゴールした直後、車椅子で医務室へ搬送されたところ、深部体温が40度以上の重い熱中症が見られた[17][18]。

- 2022年8月8日、中京テレビアナウンサーである平山雅と結婚した事を自身のSNS（Twitter、Instagram）で発表した[2][3]。

## 服部勇馬のマラソン記録
- 2時間07分27秒：2018年12月2日 福岡国際マラソン

|            | 5 km  | 10 km | 15 km | 20 km   | ハーフ  | 25 km   | 30 km   | 35 km   | 40 km   | ゴール  |
| ---------- | ----- | ----- | ----- | ------- | ------- | ------- | ------- | ------- | ------- | ------- |
| タイム     | 15:04 | 30:10 | 45:13 | 1:00:16 | 1:03:37 | 1:15:19 | 1:30:55 | 1:46:12 | 2:00:52 | 2:07:27 |
| スプリット | 15:04 | 15:06 | 15:03 | 15:03   |         | 15:03   | 15:36   | 15:17   | 14:40   | 06:35   |

## 成績・記録

### トラック・ハーフ戦績
| 年                    | 大会                                 | 種目           | 順位                | 記録          | 備考       |
| --------------------- | ------------------------------------ | -------------- | ------------------- | ------------- | ---------- |
| 2012                  | 関東私学五大学対校陸上競技選手権大会 | 3000m          | 3位                 | 8分13秒13     | 自己ベスト |
| 2012                  | 日本ジュニア・ユース陸上競技選手大会 | 5000m          | 5位                 | 14位26秒00    |            |
| 2014                  | 熊本城マラソン                       | 30 km          | 優勝                | 1時間28分52秒 | 学生新記録 |
| 2014                  | 関東インカレ                         | 10000m         | 6位                 | 29分09秒65    |            |
| 2014                  | 関東インカレ                         | 5000m          | 7位                 | 13分53秒33    |            |
| 2014                  | 日本インカレ                         | 5000m          | 4位                 | 13分53秒84    |            |
| 2014                  | 小江戸川越ハーフマラソン             | ハーフマラソン | 優勝                | 1時間03分37秒 |            |
| 2015                  | 関東インカレ                         | 5000m          | 4位                 | 13分52秒82    |            |
| 2015                  | 日体大長距離記録会                   | 1500m          | 7位                 | 3分51秒45     |            |
| 2015                  | ホクレン・ディスタンスチャレンジ北見 | 5000m          | 4位（日本人1位）    | 13分36秒76    | 自己ベスト |
| 2015                  | ホクレン・ディスタンスチャレンジ網走 | 10000m         | 7位（日本人5位）    | 28分09秒02    | 自己ベスト |
| 2016                  | 全日本実業団対抗陸上競技選手権大会   | 5000m          | 7位（日本人2位）    | 13分47秒33    |            |
| 2016                  | 中部実業団対抗陸上競技選手権大会     | 10000m         | 7位（日本人1位）    | 28分09秒74    |            |
| 2017                  | 日体大長距離記録会                   | 5000m          | 15位（日本人7位）   | 14分04秒64    |            |
| 2017                  | ゴールデンゲームズinのべおか         | 10000m         | 10位                | 29分27秒18    |            |
| 2017                  | 中部実業団対抗陸上競技大会           | 1500m          | 6位                 | 3分51秒13     | 自己ベスト |
| 2017                  | 第101回日本陸上競技選手権大会        | 10000m         | 10位                | 28分54秒91    |            |
| 2017                  | ホクレンディスタンスチャレンジ網走   | 10000m         | A組11位             | 28分26秒40    |            |
| 2018                  | 金栗杯玉名ハーフマラソン大会         | ハーフマラソン | 2位                 | 1時間03分06秒 |            |
| 2018                  | ウスディハーフマラソン               | ハーフマラソン | 6位（日本人トップ） | 1時間01分40秒 | 自己ベスト |
| ※歴代記録は当時の記録 |                                      |                |                     |               |            |

### マラソン全戦績
| 年   | 大会                               | 順位               | 記録          | 備考                                         |
| ---- | ---------------------------------- | ------------------ | ------------- | -------------------------------------------- |
| 2016 | 東京マラソン2016                   | 12位（日本人4位）  | 2時間11分46秒 | 初マラソン                                   |
| 2017 | 東京マラソン2017                   | 13位（日本人4位）  | 2時間09分46秒 | 初のサブ10                                   |
| 2018 | プラハマラソン                     | 5位（日本人1位）   | 2時間10分26秒 |                                              |
| 2018 | 福岡国際マラソン                   | 優勝               | 2時間07分27秒 | 自己ベスト記録・日本歴代8位（当時）          |
| 2019 | マラソングランドチャンピオンシップ | 2位（日本人2位）   | 2時間11分36秒 | 東京オリンピックマラソン選考会・日本代表内定 |
| 2021 | 東京オリンピックマラソン           | 73位（日本人3位）  | 2時間30分08秒 |                                              |
| 2022 | プラハマラソン                     | 9位（日本人1位）   | 2時間18分06秒 |                                              |
| 2024 | 東京マラソン2024                   | 36位（日本人22位） | 2時間14分03秒 | MGCファイナルチャレンジ                      |

### 駅伝戦績

#### 大学駅伝
| 学年               | 出雲駅伝                          | 全日本大学駅伝              | 箱根駅伝                         |
| ------------------ | --------------------------------- | --------------------------- | -------------------------------- |
| 1年生 （2012年度） | 第24回 2区-区間2位 23分36秒       | 第44回 8区-区間6位 59分28秒 | 第89回 9区-区間3位 1時間11分02秒 |
| 2年生 （2013年度） | 第25回 5区-区間賞 17分54秒 区間新 | 第45回 2区-区間4位 38分23秒 | 第90回 2区-区間3位 1時間08分43秒 |
| 3年生 （2014年度） | 第26回 3区エントリー 大会中止     | 第46回 2区-区間賞 38分12秒  | 第91回 2区-区間賞 1時間07分32秒  |
| 4年生 （2015年度） | 第27回 2区-区間3位 16分03秒       | 第47回 1区-区間賞 43分11秒  | 第92回 2区-区間賞 1時間07分04秒  |

#### 実業団駅伝戦績
| 年度                                                      | 大会                                   | 所属         | 区間     | 区間順位 | 記録          | 総合順位          |
| --------------------------------------------------------- | -------------------------------------- | ------------ | -------- | -------- | ------------- | ----------------- |
| 2016年度 （入社1年目）                                    | 第56回中部・北陸実業団対抗駅伝競走大会 | トヨタ自動車 | 4区      | 区間賞   | 50分32秒      | トヨタ自動車優勝* |
| 2016年度 （入社1年目）                                    | 第61回全日本実業団対抗駅伝競走大会     | トヨタ自動車 | 4区      | 区間5位  | 1時間03分18秒 | トヨタ自動車2位   |
| 2017年度 （入社2年目）                                    | 第57回中部・北陸実業団対抗駅伝競走大会 | トヨタ自動車 | 出走なし | 出走なし | 出走なし      | トヨタ自動車優勝* |
| 2017年度 （入社2年目）                                    | 第62回全日本実業団対抗駅伝競走大会     | トヨタ自動車 | 出走なし | 出走なし | 出走なし      | トヨタ自動車3位   |
| 2018年度 （入社3年目）                                    | 第58回中部・北陸実業団対抗駅伝競走大会 | トヨタ自動車 | 出走なし | 出走なし | 出走なし      | トヨタ自動車優勝  |
| 2018年度 （入社3年目）                                    | 第63回全日本実業団対抗駅伝競走大会     | トヨタ自動車 | 5区      | 区間賞   | 45分47秒      | トヨタ自動車3位   |
| 2019年度 （入社4年目）                                    | 第59回中部・北陸実業団対抗駅伝競走大会 | トヨタ自動車 | 7区      | 区間賞   | 34分39秒      | トヨタ自動車A優勝 |
| 2019年度 （入社4年目）                                    | 第64回全日本実業団対抗駅伝競走大会     | トヨタ自動車 | 5区      | 区間3位  | 45分51秒      | トヨタ自動車2位   |
| 2020年度 （入社5年目）                                    | 第60回中部・北陸実業団対抗駅伝競走大会 | トヨタ自動車 | 出走なし | 出走なし | 出走なし      | トヨタ自動車A優勝 |
| 2020年度 （入社5年目）                                    | 第65回全日本実業団対抗駅伝競走大会     | トヨタ自動車 | 5区      | 区間賞   | 46分23秒      | トヨタ自動車2位   |
| 2021年度 （入社6年目）                                    | 第61回中部・北陸実業団対抗駅伝競走大会 | トヨタ自動車 | 出走なし | 出走なし | 出走なし      | トヨタ自動車2位   |
| 2021年度 （入社6年目）                                    | 第66回全日本実業団対抗駅伝競走大会     | トヨタ自動車 | 5区      | 区間14位 | 49分10秒      | トヨタ自動車5位   |
| 2022年度 （入社7年目）                                    | 第62回中部・北陸実業団対抗駅伝競走大会 | トヨタ自動車 | 出走なし | 出走なし | 出走なし      | トヨタ自動車優勝  |
| 2022年度 （入社7年目）                                    | 第67回全日本実業団対抗駅伝競走大会     | トヨタ自動車 | 7区      | 区間賞   | 46分08秒      | トヨタ自動車3位   |
| 2023年度 （入社8年目）                                    | 第63回中部・北陸実業団対抗駅伝競走大会 | トヨタ自動車 | 6区      | 区間賞   | 24分41秒      | トヨタ自動車優勝  |
| 2023年度 （入社8年目）                                    | 第68回全日本実業団対抗駅伝競走大会     | トヨタ自動車 | 7区      | 区間3位  | 48分10秒      | トヨタ自動車優勝  |
| 2024年度 （入社9年目）                                    | 第64回中部・北陸実業団対抗駅伝競走大会 | トヨタ自動車 | 出走なし | 出走なし | 出走なし      | トヨタ自動車A2位  |
| 2024年度 （入社9年目）                                    | 第69回全日本実業団対抗駅伝競走大会     | トヨタ自動車 | 出走なし | 出走なし | 出走なし      | トヨタ自動車3位   |
| *は区間順位の場合は区間新記録、総合順位の場合は大会新記録 |                                        |              |          |          |               |                   |

## 自己ベスト
| 種目           | 記録          | 年            | 大会                                 | 備考                  |
| -------------- | ------------- | ------------- | ------------------------------------ | --------------------- |
| 1500m          | 3分51秒13     | 2017年5月13日 | 中部実業団対抗陸上競技選手権大会     |                       |
| 3000m          | 8分13秒13     | 2012年4月8日  | 関東私学五大学対校陸上競技選手権大会 |                       |
| 5000m          | 13分36秒76    | 2015年7月12日 | ホクレン・ディスタンスチャレンジ北見 |                       |
| 10000m         | 27分47秒55    | 2020年9月19日 | 全日本実業団対抗陸上競技選手権大会   |                       |
| ハーフマラソン | 1時間01分40秒 | 2018年9月15日 | ウスティハーフマラソン               |                       |
| 30 km          | 1時間28分52秒 | 2014年2月16日 | 熊日30キロロードレース               | 学生記録、日本歴代3位 |
| マラソン       | 2時間07分27秒 | 2018年12月2日 | 福岡国際マラソン                     | 日本歴代8位（当時）   |

## 関連人物
- 服部弾馬 - 1つ下の弟
- 酒井俊幸 - 東洋大学陸上部監督
- 市川孝徳 - 3学年先輩、2012年度副主将
- 設楽啓太 - 2学年先輩、2013年度主将
- 設楽悠太 - 2学年先輩、2013年度副主将
- 大津顕杜 - 2学年先輩
- 田口雅也 - 1学年先輩、2014年度主将
- 髙久龍 - 1学年先輩
- 上村和生 - 同学年
- 高橋尚弥 - 同学年
- 口町亮 - 1学年後輩
- 櫻岡駿 - 1学年後輩
- 野村峻哉 - 2学年後輩
- 小早川健 - 2学年後輩
- 竹下和輝 - 2学年後輩
- 堀龍彦 - 2学年後輩
- 山本修二 - 3学年後輩
- 小笹椋 - 3学年後輩、2017・2018年度主将